# Procecidochares

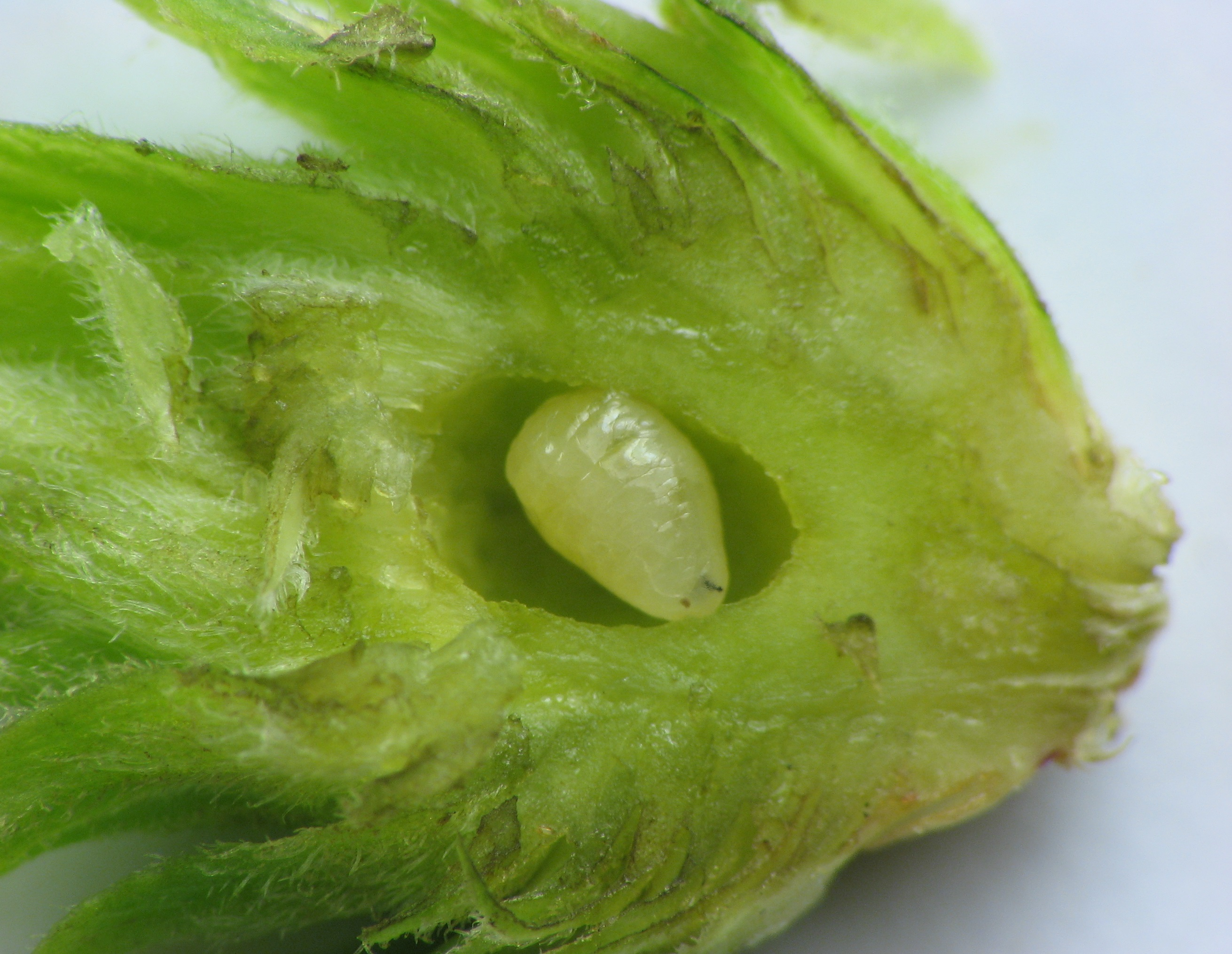
Larva de P. atra en agalla de Solidago

Procecidochares es un género de moscas de la familia Tephritidae. Forman agallas en plantas. Es un género predominantemente neártico, con 15 especies en el Neártico, de un total de 20 especies.

## Especies
- Procecidochares alani
- Procecidochares anthracina
- Procecidochares atra
- Procecidochares australis
- Procecidochares blanci
- Procecidochares blantoni
- Procecidochares delta
- Procecidochares flavipes
- Procecidochares fluminensis
- Procecidochares gibba
- Procecidochares grindeliae
- Procecidochares kristineae
- Procecidochares lisae
- Procecidochares minuta
- Procecidochares montana
- Procecidochares pleuralis
- Procecidochares pleuritica
- Procecidochares polita
- Procecidochares stonei
- Procecidochares utilis